# آزاده (شاهنامه)
آزاده در شاهنامه نخست نام زن تور پسر فریدون دختر سرو شاه یمن است. آزاده نام دیگری در دوران ساسانیان از تبار روم معشوق بهرام پنجم معروف به بهرام گور نیز بود.
| زن سلم را کرد نام آرزوی |  | زن تــور را مــاه آزاده خــوی |

## آزاده زن تــور
آزاده به همراه دو خواهر دیگر همزمان به عقد سه برادر و شاهزادهٔ ایرانی یعنی پسران فریدون درآمدند. زمانیکه که هرسه داماد پیش سرو شاه یمن (تازیان) حضور یافتند و شاهزادگان یمن را به عقد خویش درآوردند شاه یمن در نهان راضی به وصلت نبود به همین سبب متوسل به سحر جادو شد تا بلکه سه تازه داماد را به وسیله سرما در خواب از میان بردارد یا آنها را منجمد نماید. چشمه یا آبشخوری در محوطه کاخ وجود داشت بدستور سرو قرار شد عروس و دامادها شب را در آنجا سپری کنند، ولی شاه تازیان شبانه باد و سرمای شدید پدید آورد تا سلم، تور و ایرج یخ بزنند. شاهزادگان نیز روش باطل کردن سحر و جادو را آموخته بودند و آنرا باطل گردند:
| سر تازیان، شاه افسونگران     |  | یکی چاره اندیشه کرد اندر آن |
| برون آمد از گلشن خسروی       |  | بیاراست آرایش جـــادوی      |
| بر آورد سرما و باد دمان      |  | بدان تا سر آید بریشان زمان  |
| چنان شد که بفسرد هامون و راغ |  | بسر بر نیارست پرید زاغ      |

## آزاده معشوق بهرام

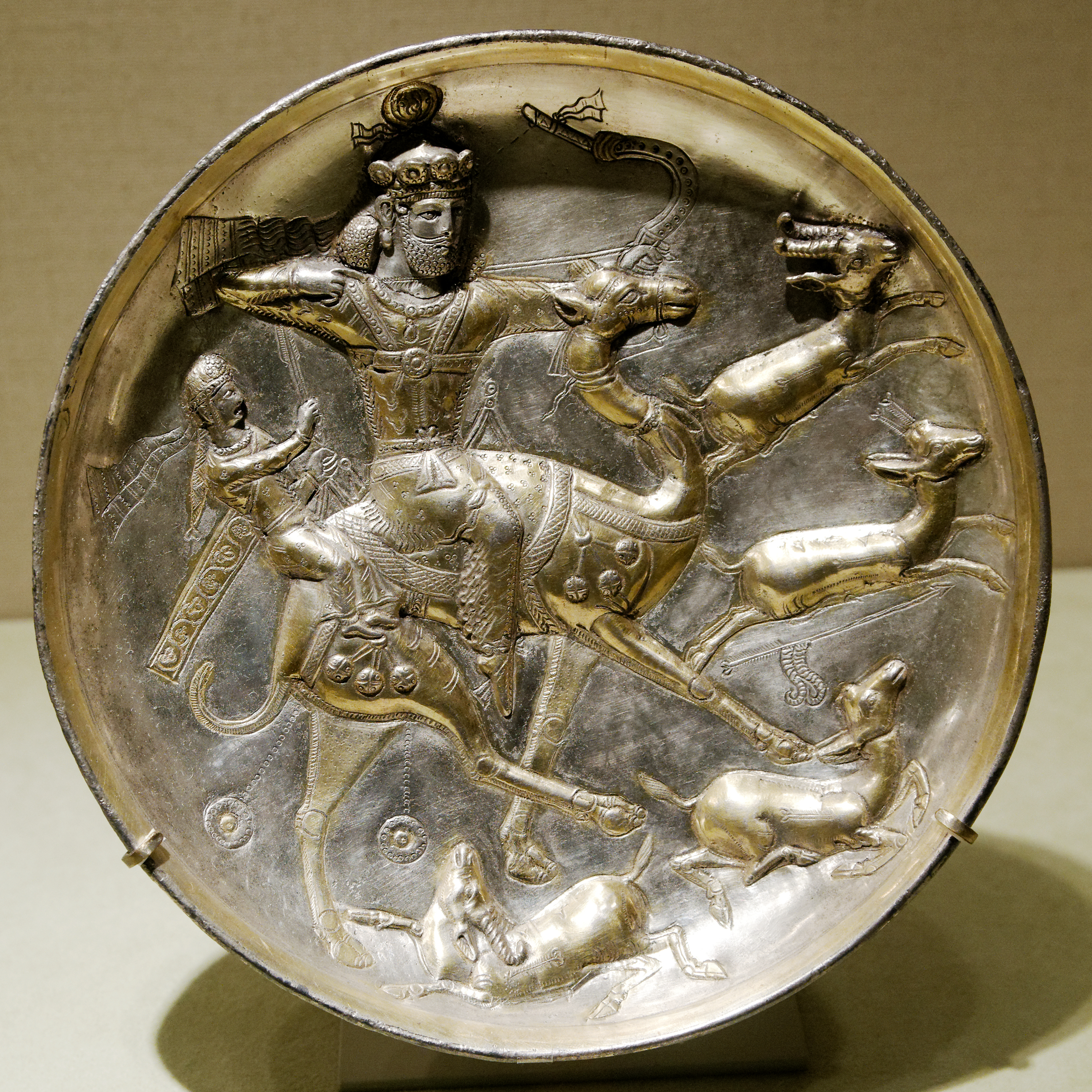
نقش کنیزک و بهرام گور در بشقابی متعلق به قرن پنجم میلادی

آزاده نام کنیزک چنگ نواز رومی تبار است که پیوسته با بهرام گور در شکار بود. روزی آزاده در نخچیرگاه از شاه خواستار شکاری نامتعارف شد؛ چون بهرام آهوان را به تیر دگرگونه نگونسار نمود، آزاده زبان به نکوهش و ملامت او گشود و بدینسان خشم شهریار ایران را برانگیخت. پس شاه، آزاده را به زیر پای اسب سپرد و فردوسی حکیم، از او در شاهنامه یاد کرده‌است:
| کـجـا نام آن رومـی آزاده بـود |  | که رنگ رُخانش به می داده بود |